# Kulturåret 1750

## Nya verk
- Bautil – runologiskt verk av Johan Göransson.
- La Femme n’est pas inférieure à l'homme (Kvinnan är inte underlägsen mannen) av Madeleine de Puisieux.

## Födda
- 3 mars – Jacob Wulff (död 1800), svensk konduktör och tecknare.
- 1 juli – Henry William Bunbury (död 1811), engelsk karikatyrtecknare.
- 19 juli – Johan Gabriel Oxenstierna (död 1818), svensk greve, en av rikets herrar och ledamot av Svenska Akademien.
- 2 november – Thomas Christopher Bruun (död 1834), dansk filolog och författare.
- 7 november – Friedrich Leopold Reichsgraf zu Stolberg-Stolberg (död 1819), tysk författare.
- 8 december – Olof Rudbeck (död 1777), svensk författare.
- 25 december – Samuel Ödmann (död 1829), svensk teolog, naturforskare, kulturhistoriker och psalmdiktare.
- okänt datum – Ninon Dubois Le Clerc (död 1779), fransk dansös verksam i Sverige.

## Avlidna
- 29 januari – Sophia Schröder (född omkring 1711), hovsångare vid Hovkapellet.
- 2 april – Olof Broman (född 1676), svensk romanförfattare.
- 29 april – Egid Quirin Asam (döpt 1692), tysk barockskulptör, målare och arkitekt.
- 17 maj – Georg Engelhard Schröder (född 1684), svensk konstnär, porträtt- och historiemålare.
- 28 juli – Johann Sebastian Bach (född 1685), tysk tonsättare och organist.
- 31 juli – Juste-Aurèle Meissonnier (född 1695), fransk guldsmed, ornamenttecknare och inredningsarkitekt.
- 12 augusti – Rachel Ruysch (född 1664), nederländsk målare.
- 11 november – Apostolo Zeno (född 1668), italiensk dramatiker och litteraturhistoriker.